# Opéra royal de Wallonie
Résidence
L’Opéra royal de Wallonie, ou l’Opéra royal, est une maison d'opéra située place de l'Opéra, en plein centre de Liège en Belgique. Elle est, avec La Monnaie et le Vlaamse Opera, l’une des trois grandes maisons d’opéra du royaume. Depuis l’origine, l’institution occupe le Théâtre royal à Liège, bâtiment prêté par la ville (inauguré le 4 novembre 1820).
Sa situation géographique, au cœur de l’Euregio, au carrefour entre l’Allemagne, les Pays-Bas, le Grand-Duché de Luxembourg et la France, attire un large public tant belge qu'international.
Le terme Opéra national de Wallonie peut aussi désigner l'institution qui est domiciliée dans le bâtiment en question.

## Histoire
En 1816, le roi Guillaume d'Orange cède gracieusement à la ville de Liège le terrain et les matériaux de l'ancien couvent des dominicains, à condition d’y élever une salle de théâtre.
La première pierre est posée le 1er juillet 1818 par Mademoiselle Mars. Construit selon le plan de l'architecte Auguste Dukers, le théâtre de style néoclassique est de forme parallélépipédique massive. Sa façade principale est décorée d'une colonnade de marbre, limitée par une balustrade et surmontant les arcades du rez-de-chaussée.
Le théâtre royal de Liège est inauguré le 4 novembre 1820.

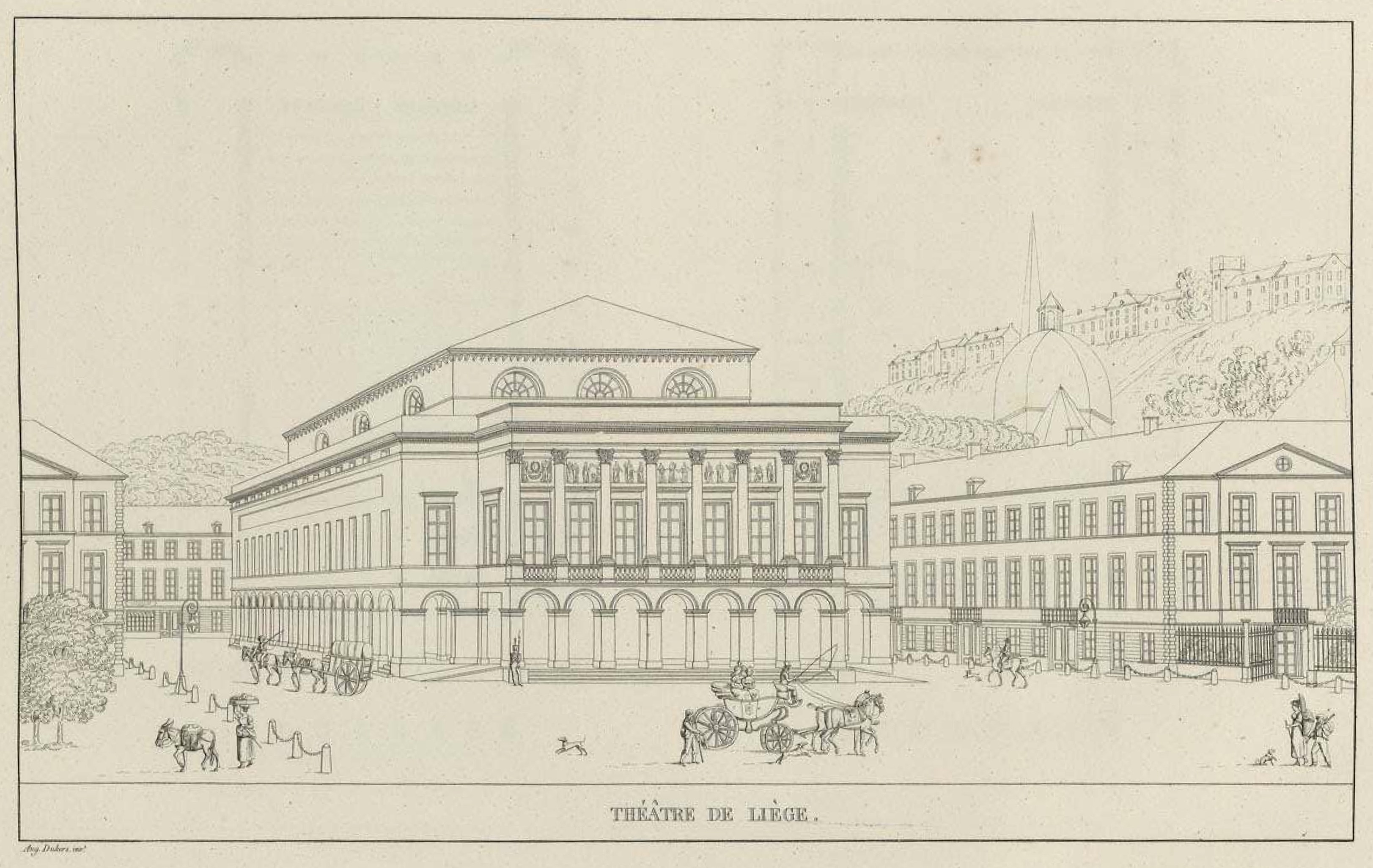
Théâtre de Liège en 1827.

La ville en devient propriétaire en 1854. La statue située devant le bâtiment représente le compositeur liégeois André Grétry et est l'œuvre du sculpteur Guillaume Geefs. Le cœur du musicien a été déposé dans le socle de la statue en 1842. En 1861, l'architecte Julien-Étienne Rémont transforme profondément la salle et le bâtiment qui est allongé de plusieurs mètres à l'arrière et sur les côtés. La nouvelle salle, de style Second Empire, peut alors accueillir plus de 1 500 spectateurs.
La Première Guerre mondiale sera une période difficile : dès août 1914, le bâtiment est réquisitionné par l'armée allemande pour servir d'écurie et de dortoir, et il faudra attendre octobre 1919 pour sa réouverture. L'Exposition internationale de Liège, en 1930, est l'occasion de l'installation définitive d'un vaste fronton, sculpté en façade par Oscar Berchmans – décor de figures allégoriques. La même année, la ville procède au dérochage des façades qui perdent leur enduit blanc. L'édifice sera épargné lors de la Seconde Guerre mondiale. Il accueillera du public à cette période également, entre autres un « Gala de la Chanson » en juillet 1942 avec à l'affiche Charles Trénet et Claude Lagrange mais aussi Elyane Narcy, Charles Dumont & Georgette Maes, Léon Dubressy et Marie Reyland.
C’est en 1967 que la troupe de l'Opéra royal de Wallonie est créée, sur la base de l’ancienne troupe lyrique du théâtre royal de Liège et de celle de Verviers. Il est constitué en association sans but lucratif regroupant, au début, les villes de Liège et de Verviers. Le Ministère de l'Éducation nationale et de la Culture française de l'époque est impliqué financièrement peu de temps après. Lors de la communautarisation, l’Opéra royal de Wallonie passe dans le giron de la Communauté française de Belgique qui compense, dès 1990, l'impécuniosité de la ville, et en est, depuis, le principal bailleur de fonds. Quelques années plus tard[Quand ?], la Ville, la Région wallonne et la Province de Liège reprennent part progressivement à son financement.
Le bâtiment est classé comme monument par la Wallonie par arrêté du 18 mars 1999.

### Rénovation

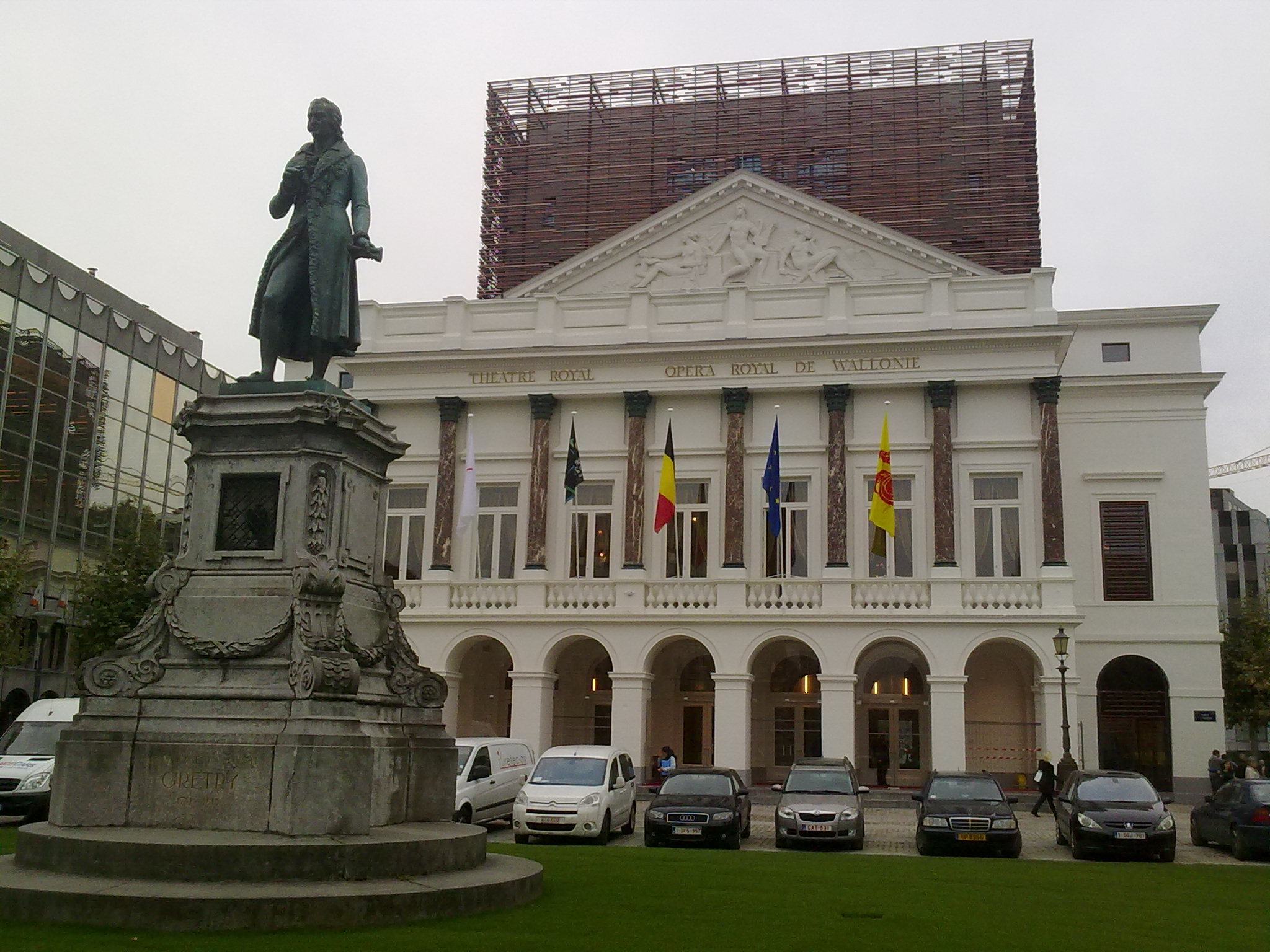
Le bâtiment après la rénovation de 2012.

L’édifice subit une importante rénovation de mars 2009 à septembre 2012, tant extérieure qu’intérieure. Les parties historiques ont été restaurées à l'identique (grand foyer, escaliers d'honneur et salle). Sa salle de spectacle (capacité 1 041 places), à l’italienne et sa machinerie de scène en font un des théâtres les plus modernes au monde.
Le bâtiment se voit aussi agrandi. À l'instar de la rénovation de l'Opéra de Lyon par Jean Nouvel une quinzaine d'années plus tôt, une structure ultramoderne a été installée en hauteur dans le but d'augmenter la hauteur de la cage de scène, et est dotée d'une salle dite polyvalente (salle Raymond Rossius) pouvant accueillir tant des spectacles de plus petite forme, que des répétitions ou encore des colloques, des conférences, des stages…
Dès novembre 2009 et jusqu'à la fin des travaux, les représentations se donnèrent au « Palais Opéra » : un chapiteau dressé de manière provisoire sur l'espace Bavière.
L'Opéra royal de Wallonie rénové est inauguré le 19 septembre 2012, avec une représentation de l'opéra Stradella (1841) de César Franck, monté ici pour la première fois, dans une mise en scène de Jaco Van Dormael, en présence du couple héritier de Belgique, Philippe et Mathilde.

## Structure

### Gestion
En 2006, la subvention de la Communauté française à l'Opéra est de 12 672 000 euros, dont près des deux tiers passent en salaires, puisqu'il emploie plus de trois cents personnes.

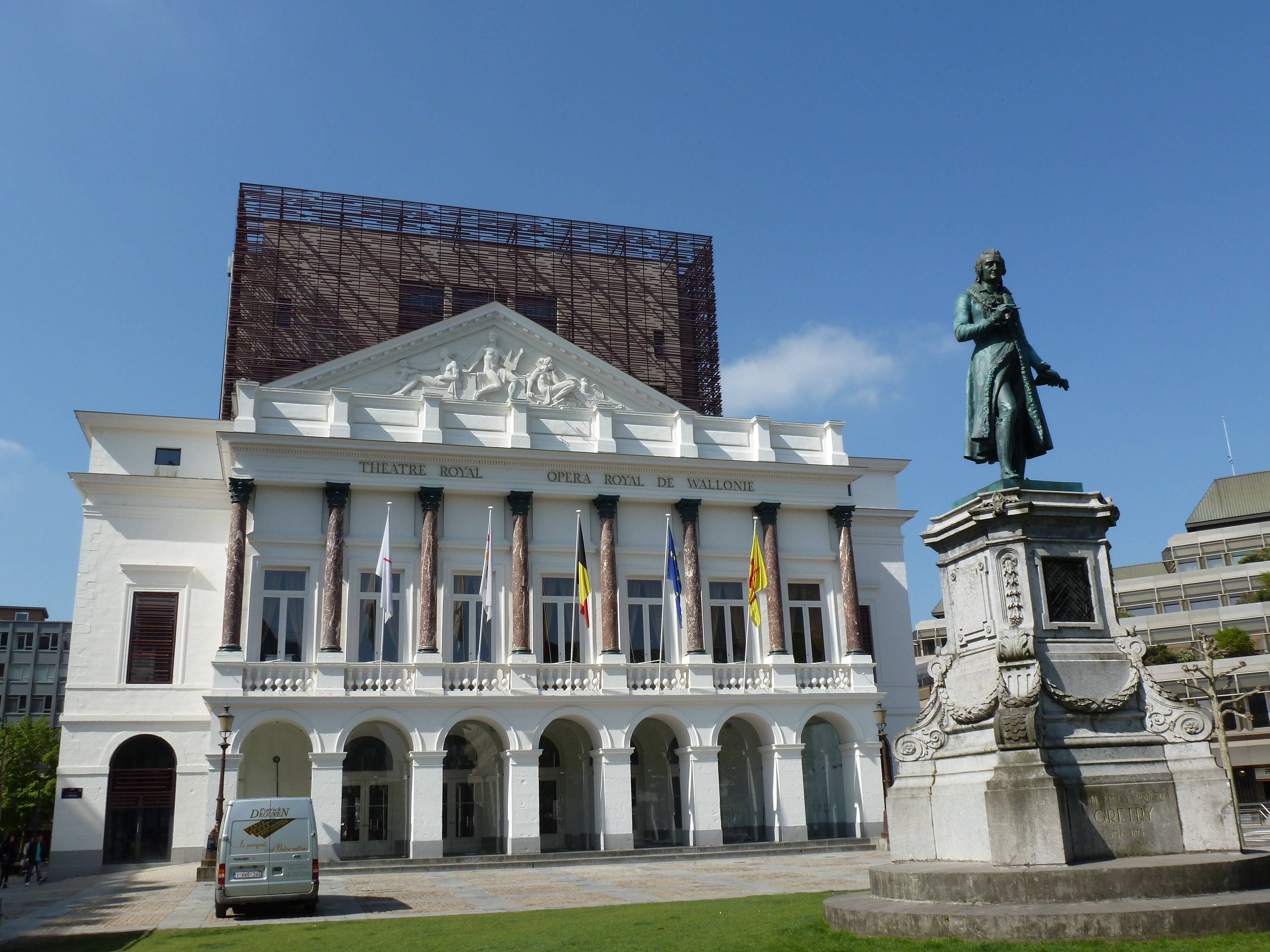
L'opéra royal de Wallonie en 2013.

La capacité de la salle est de 1 044 places.
La troupe de l’Opéra royal de Wallonie a eu pour directeurs successifs :
- 1967-1992 : Raymond Rossius (1926-2005)
- 1992-1996 : Paul Danblon (1931-2018)
- 1996-2007 : Jean-Louis Grinda (né en 1960)
- 2007-2021: Stefano Mazzonis di Pralafera (1948-2021)
- 2021- ... : Stefano Pace (né en 1958)

De 2007 à sa mort le 7 février 2021, Stefano Mazzonis di Pralafera a été le directeur général et artistique. C’est lui qui a nommé le directeur musical actuel, Speranza Scappucci.
Au fil des années, l'Opéra royal de Wallonie a acquis une solide renommée. Ruggero Raimondi, Juan Diego Florez, Deborah Voigt, José Cura, José van Dam, autant de grands artistes que l'on retrouve, régulièrement, à l'affiche. Mais la vocation de l'Opéra est aussi de faire découvrir des artistes locaux et/ou en devenir.
L'Opéra royal de Wallonie est membre de RESEO (Réseau européen pour la sensibilisation à l'opéra et à la danse) et d'Opera Europa.

### Orchestre et Chœurs de l'Opéra royal de Wallonie
L’orchestre et les chœurs s'illustrent dans de nombreux répertoires. Ils se produisent d'ailleurs à l’étranger, comme au Festival international de Balbeeck ou encore au Festival de Santander.

### Ballet de l'Opéra royal de Wallonie
Fondé en même temps que la troupe d'opéra, le ballet de l'Opéra royal de Wallonie voit le jour en 1967. Interprétant essentiellement les divertissements dans le répertoire lyrique classique, le ballet s'oriente progressivement vers plus d'autonomie et vers un style néoclassique. Des restrictions budgétaires drastiques obligent le conseil d'administration à dissoudre le ballet en 1997.
Le ballet a eu comme chorégraphes notamment André Leclair, Gigi Caciuleanu et Jacques Dombrowski. Parmi les danseuses étoiles, on peut citer Ambra Vallo, aujourd'hui Principal au Royal Ballet.

### Ateliers
Depuis sa création en 1967, une des grandes forces de l'Opéra royal de Wallonie est la particularité de vouloir fonctionner en entité indépendante. C'est pourquoi, les années 1970 voient ainsi la maison se doter de ses propres ateliers de confection de décors et costumes. Les bâtiments qui abritent les différents corps de métiers sont, à cette époque, répartis à divers endroits de la ville.
C’est au cours de la saison 1996/97, lors de la réalisation des décors colossaux et des costumes de La Traviata que de nouveaux besoins se font sentir. Si les ateliers veulent rester à la hauteur de leur réputation, il faut trouver au plus vite une solution au manque de place et de fonctionnalité des locaux existants.
C’est ainsi que l’Opéra royal de Wallonie décide de centraliser ses départements de production en un seul site, à Ans, en juin 2002. Ce nouvel ensemble architectural s'étend sur 2 660 m2 et groupe alors en un seul lieu les ateliers : décors (menuiserie, ferronnerie, peinture et accessoires), costumes (couture, chaussure, décoration de costumes) et maquillage-perruquerie.

### Studio Marcel Désiron
Jusqu'en 2003, l'orchestre répétait dans la sous-salle du Théâtre royal, un local inconfortable et exigu.
En 2002, le transfert des ateliers de fabrications de décors vers leurs nouvelles installations à Ans a libéré les bâtiments de la rue des Tawes à Liège. L’ancien hall de montage des décors présentait un espace idéal par son volume et par sa dissymétrie (murs non parallèles, toiture à pans multiples) caractéristique intéressante du point de vue acoustique.
Une étude acoustique fut commandée et démontra la faisabilité du projet. Après une répétition de l’orchestre organisée afin de « tester » le hall, l'Opéra royal de Wallonie décida d’y aménager une salle de répétition de 240 m2, d’une hauteur de 8 m. L’objectif était de réaliser les travaux afin que les musiciens puissent y répéter dès 2003.
C'est ainsi que depuis la saison 2003-2004, toutes les répétitions d’orchestre se déroulent dans cet espace pouvant accueillir près de cent vingt musiciens. Si ce lieu est prioritairement réservé à la musique, il peut être aussi transformé en studio de mise en scène, si nécessaire.

### Foyer de l'Opéra
Depuis le début de la saison 2013-2014, le foyer Grétry accueille le Foyer de l’Opéra, un restaurant avant chaque représentation.

## Productions

### Saison 2013-2014
- Attila de Giuseppe Verdi, direction musicale : Renato Palumbo, mise en scène : Ruggero Raimondi, avec Michele Pertusi, Makvala Aspanidze, Giovanni Meoni, Giuseppe Gipali
- Die Entführung aus dem Serail de Wolfgang Amadeus Mozart, direction musicale : Christophe Rousset, mise en scène : Alfredo Arias, avec Maria Grazia Schiavo, Wesley Rogers, Franz Hawlata, Elizabeth Bailey, Jeff Martin, Markus Merz
- Roméo et Juliette de Charles Gounod, direction musicale : Patrick Davin, mise en scène : Arnaud Bernard, avec Annick Massis, Aquiles Machado, Marie-Laure Coenjaerts, Patrick Bolleire
- La Grande-Duchesse de Gérolstein de Jacques Offenbach, direction musicale : Cyril Englebert, mise en scène : Stefano Mazzonis di Pralafera, avec Alexise Yerna, Patricia Fernandez, Sébastien Droy, Lionel Lhote, Sophie Junker
- Fidelio de Ludwig van Beethoven, direction musicale : Paolo Arrivabeni, mise en scène : Mario Martone, avec Jennifer Wilson, Zoran Todorovich, Franz Hawlata, Cinzia Forte
- Aida de Giuseppe Verdi, direction musicale : Paolo Arrivabeni, mise en scène : Ivo Guerra, avec Kristin Lewis, Isabelle Kabatu, Massimiliano Pisapia, Rudy Park, Nino Surguladze, Anna-Maria Chiuri
- Maria Stuarda de Gaetano Donizetti, direction musicale : Aldo Sisillo, mise en scène : Fransesco Esposito, avec Martine Reyners, Elisa Barbero, Pietro Picone
- La Gazzetta de Gioacchino Rossini, direction musicale : Renato Palumbo, mise en scène : Ruggero Raimondi, avec Cinzia Forte, Enrico Marabelli, Laurent Kubla, Edgaro Rocha, Julie Bailly

### Saison 2014-2015
- La Cenerentola de Gioachino Rossini, direction musicale : Paolo Arrivabeni, mise en scène : Cécile Roussat, Julien Lubek, avec Marianna Pizzolato, Bruno De Simone, Dmitry Korchak, Enrico Marabelli, Laurent Kubla, Sarah Defrise, Julie Bailly
- Manon de Jules Massenet, direction musicale : Patrick Davin, mise en scène : Stefano Mazzonis di Pralafera, avec Annick Massis, Alessandro Liberatore, Roger Joakim, Papuna Tchuradze, Pierre Doyen, Sandra Pastrana, Sabine Conzen, Alexise Yerna
- Luisa Miller de Giuseppe Verdi, direction musicale : Massimo Zanetti, mise en scène : Jean-Claude Fall, avec Patrizia Ciofi, Gregory Kunde, Nicola Alaimo, Bálint Szabó, Luciano Montanaro, Alexise Yerna, Cristina Melis
- Tosca de Giacomo Puccini, direction musicale : Paolo Arrivabeni, Cyril Englebert, mise en scène : Claire Servais, avec Barbara Haveman, Isabelle Kabatu, Marc Laho, Calin Bratescu, Ruggero Raimondi, Pierre-Yves Pruvot, Roger Joakim, Laurent Kubla, Giovanni Iovino
- Die Lustigen Weiber Von Windsor  (Les Joyeuses Commères de Windsor) de Otto Nicolaï, direction musicale : Christian Zacharias, mise en scène : David Hermann, avec Franz Hawlata, Anneke Luyten, Werner Van Mechelen, Sabina Willeit, Laurent Kubla, Davide Giusti, Sophie Junker, Stefan Cifolelli (de), Patrick Delcour, Sébastien Dutrieux
- L'Auberge du Cheval-Blanc de Ralph Benatzky, direction musicale : Jean-Pierre Haeck, mise en scène : Dominique Serron, avec Alexise Yerna, François Langlois, Nicolas Bauchau, Natacha Kowalski, David Serraz, Anne-Isabelle Justens, Marc Pistolesi
- Rigoletto de Giuseppe Verdi, direction musicale : Renato Palumbo, mise en scène : Stefano Mazzonis di Pralafera, avec Leo Nucci, Desirée Rancatore, Gianluca Terranova, Luciano Montanaro, Carla Dirlikov, Patrick Delcour, Alexise Yerna
- Les Pêcheurs de Perles de Georges Bizet, direction musicale : Paolo Arrivabeni, mise en scène : Yoshi Oïda, avec Anne-Catherine Gillet, Marc Laho, Lionel Lhote, Roger Joakim
- L'Elisir d'Amore de Gaetano Donizetti, direction musicale : Bruno Campanella, mise en scène : Stefano Mazzonis di Pralafera, avec Maria Grazia Schiavo, Davide Giusti, Adrian Sampetrean, Laurent Kubla, Julie Bailly

### Saison 2015-2016
- Ernani de Giuseppe Verdi, direction musicale : Paolo Arrivabeni, mise en scène : Jean-Louis Grinda, avec Gustavo Porta, Elaine Alvarez, Orlin Anastassov, Lionel Lhote, Alexise Yerna
- Il Barbiere di Siviglia de Gioachino Rossini, direction musicale : Guy Van Waas, mise en scène : Stefano Mazzonis di Pralafera, avec Lionel Lhote, Jodie Devos , Gustavo De Gennaro, Enrico Marabelli, Laurent Kubla, Alexise Yerna
- Lucia di Lammermoor de Gaetano Donizetti, direction musicale : Jesús López Cobos, mise en scène : Stefano Mazzonis di Pralafera, avec Annick Massis, Celso Albelo, Ivan Thirion, Roberto Tagliavini, Pietro Picone, Alexise Yerna, Denzil Delaere
- Die Zauberflöte de Wolfgang Amadeus Mozart, direction musicale : Paolo Arrivabeni, mise en scène : Cécile Roussat, Julien Lubek, avec Anne-Catherine Gillet, Anicio Zorzi Giustiniani, Mario Cassi, Burcu Uyar, Gianluca Buratto, Inge Dreisig, Krystian Adam, Anneke Luyten, Sabina Willeit, Beatrix Krisztina Papp, Roger Joakim, Arnaud Rouillon, Papuna Tchuradze
- Il Segreto di Susanna / La Voix Humaine de Ermanno Wolf-Ferrari, Francis Poulenc, direction musicale : Patrick Davin, mise en scène : Ludovic Lagarde, avec Anna Caterina Antonacci, Vittorio Prato, Bruno Danjoux
- La Scala di Seta de Gioachino Rossini, direction musicale : Christopher Franklin, mise en scène : Damiano Michieletto, avec Maria Mudryak, Ioan Hotea, Filippo Fontana, Federico Buttazzo, Laurent Kubla, Julie Bailly
- Manon Lescaut de Daniel-François-Esprit Auber, direction musicale : Cyril Englebert, mise en scène de Paul-Emile Fourny, avec Sumi Jo, Wiard Witholt, Enrico Casari, Roger Joakim, Sabine Conzen, Laura Balidemaj, Denzil Delaere, Patrick Delcour
- La Traviata de Giuseppe Verdi, direction musicale : Francesco Cilluffo, mise en scène : Stefano Mazzonis di Pralafera, avec Mirela Gradinaru, Maria Teresa Leva, Javier Tomé Fernández, Davide Giusti, Mario Cassi, Ionut Pascu, Alexise Yerna, Papuna Tchuradze, Roger Joakim, Patrick Delcour, Alexei Gorbatchev, Laura Balidemaj
- La Bohème de Giacomo Puccini, direction musicale : Paolo Arrivabeni, mise en scène de : Stefano Mazzonis di Pralafera, avec Patrizia Ciofi, Ira Bertman, Gianluca Terranova, Marc Laho, Cinzia Forte, Lavinia Bini, Ionut Pascu, Alessandro Spina, Laurent Kubla, Patrick Delcour, Stefano De Rosa, Pierre Nypels, Marc Tissons

### Saison 2016-2017
- Turandot de Giacomo Puccini, direction musicale : Paolo Arrivabeni, mise en scène : José Cura, avec Tiziana Caruso, José Cura, Heather Engebretson, Luca Dall'Amico, Patrick Delcour, Gianni Mongiardino, Papuna Tchuradze, Xavier Rouillon, Roger Joakim
- Nabucco de Giuseppe Verdi, direction musicale : Paolo Arrivabeni, mise en scène : Stefano Mazzonis di Pralafera, avec Leo Nucci, Ionut Pascu, Virginia Tola, Tatiana Melnychenko, Orlin Anastassov, Enrico Iori, Giulio Pelligra, Cristian Mogosan, Na’ama Goldman, Roger Joakim, Anne Renouprez, Papuna Tchuradze
- Don Giovanni de Wolfgang Amadeus Mozart, direction musicale : Rinaldo Alessandrini, mise en scène : Jaco Van Dormael, avec Mario Cassi, Laurent Kubla, Salome Jicia, Veronica Cangemi, Leonardo Cortellazzi, Céline Mellon, Roger Joakim, Luciano Montanaro
- Orphée aux enfers de Jacques Offenbach, direction musicale : Cyril Englebert, mise en scène : Claire Servais, avec Papuna Tchuradze, Jodie Devos , Alexise Yerna, Pierre Doyen, Thomas Morris, Natacha Kowalski, Julie Bailly, Sarah Defrise, Frédéric Longbois, André Gass, Laura Balidemaj, Alexia Saffery, Yvette Wéris, Sylviane Binamé, Chantal Glaude, Palmina Grottola, Marc Tissons
- La Damnation de Faust de Hector Berlioz, direction musicale : Patrick Davin, mise en scène : Ruggero Raimondi, avec Paul Groves, Nino Surguladze, Ildebrando D’Arcangelo, Laurent Kubla
- Jérusalem de Giuseppe Verdi, direction musicale : Speranza Scappucci, mise en scène : Stefano Mazzonis di Pralafera, avec Marc Laho, Elaine Alvarez, Roberto Scandiuzzi, Ivan Thirion, Pietro Picone, Natacha Kowalski, Patrick Delcour
- Dido and Æneas d'Henry Purcell, direction musicale : Guy Van Waas, mise en scène : Cécile Roussat, Julien Lubek, avec Roberta Invernizzi, Benoit Arnould, Katherine Crompton, Carlo Allemano, Jenny Daviet, Caroline Meng, Benedetta Mazzucato
- Otello de Giuseppe Verdi, direction musicale : Paolo Arrivabeni, mise en scène : Stefano Mazzonis di Pralafera, avec José Cura, Cinzia Forte, Pierre-Yves Pruvot, Giulio Pelligra, Alexise Yerna, Roger Joakim, Papuna Tchuradze, Patrick Delcour, Marc Tissons

### Saison 2017-2018
- Manon Lescaut de Giacomo Puccini, direction musicale : Speranza Scappucci, mise en scène : Stefano Mazzonis di Pralafera, avec Anna Pirozzi, Marcello Giordani, Ionut Pascu, Marcel Vanaud, Pietro Picone, Alexise Yerna, Patrick Delcour
- Norma de Vincenzo Bellini, direction musicale : Massimo Zanetti, mise en scène : Davide Garattini Raimondi, avec Patrizia Ciofi, Silvia Dalla Benetta, Gregory Kunde, Josè Maria Lo Monaco, Roberto Tagliavini, Papuna Tchuradze
- La Favorite de Gaetano Donizetti , direction musicale : Luciano Acocella, mise en scène : Rosetta Cucchi, avec Sonia Ganassi, Celso Albelo, Mario Cassi, Ugo Guagliardo, Alexise Yerna, Matteo Roma
- Rigoletto de Giuseppe Verdi, direction musicale : Giampaolo Bisanti, mise en scène : Stefano Mazzonis di Pralafera, avec George Petean, Devid Cecconi, Jessica Nuccio, Lavinia Bini, Giuseppe Gipali, Davide Giusti, Alessandro Spina, Sarah Laulan, Roger Joakim, Patrick Delcour, Alexise Yerna, Giovanni Iovino
- Carmen de Georges Bizet, direction musicale : Speranza Scappucci, mise en scène : Henning Brockhaus, avec Nino Surguladze, Gala El Hadidi, Marc Laho, Mickael Spadaccini, Silvia Dalla Benetta, Lionel Lhote, Laurent Kubla, Natacha Kowalski, Alexise Yerna, Patrick Delcour, Papuna Tchuradze, Roger Joakim, Alexandre Tireliers
- Le Domino noir de Daniel-François-Esprit Auber, direction musicale : Patrick Davin, mise en scène : Christian Hecq, Valérie Lesort, avec Anne-Catherine Gillet, Cyrille Dubois, Antoinette Dennefeld, François Rougier, Marie Lenormand, Laurent Kubla, Sylvia Berger
- Le Nozze di Figaro de Wolfgang Amadeus Mozart, direction musicale : Christophe Rousset, mise en scène : Emilio Sagi, avec Mario Cassi, Judith Van Wanroij, Leon Kosavic, Jodie Devos, Raffaella Milanesi, Julien Véronèse, Alexise Yerna, Julie Mossay, Enrico Casari, Patrick Delcour
- La Donna del lago de Gioachino Rossini, direction musicale : Michele Mariotti, mise en scène : Damiano Michieletto, avec Salome Jicia, Marianna Pizzolato, Maxim Mironov, Sergei Romanovsky, Simón Orfila, Denzil Delaere, Julie Bailly
- Macbeth de Giuseppe Verdi, direction musicale : Paolo Arrivabeni, mise en scène : Stefano Mazzonis di Pralafera, avec Leo Nucci, Tatiana Serjan, Vincenzo Costanzo, Giacomo Prestia, Papuna Tchuradze, Alexise Yerna, Roger Joakim

### Saison 2018-2019
- Il Trovatore de Giuseppe Verdi, direction musicale : Daniel Oren, mise en scène : Stefano Vizioli, avec Fabio Sartori, Yolanda Auyanet, Mario Cassi, Violeta Urmana, Luciano Montanaro, Julie Bailly
- Il Matrimonio segreto de Domenico Cimarosa, direction musicale : Ayrton Desimpelaere, mise en scène : Stefano Mazzonis di Pralafera, avec Céline Mellon, Matteo Falcier, Mario Cassi, Sophie Junker, Annunziata Vestri, Patrick Delcour
- Tosca de Giacomo Puccini, direction musicale : Gianluigi Gelmetti, mise en scène : Claire Servais, avec Virginia Tola, Tiziana Caruso, Aquiles Machado, Marcello Giordani, Marco Vratogna, Elia Fabbian, Roger Joakim, Laurent Kubla, Pierre Derhet
- Le Comte Ory de Gioachino Rossini, direction musicale : Jordi Bernàcer, mise en scène : Denis Podalydès, avec Antonino Siragusa, Jodie Devos, Josè Maria Lo Monaco, Enrico Marabelli, Laurent Kubla, Alexise Yerna, Julie Mossay
- Faust de Charles Gounod, direction musicale : Patrick Davin, mise en scène : Stefano Poda, avec Marc Laho, Anne-Catherine Gillet, Ildebrando D'Arcangelo, Lionel Lhote, Na'ama Goldman, Angélique Noldus, Kamill Ben Hsaïn Lachiri
- Aida de Giuseppe Verdi, direction musicale : Speranza Scappucci, mise en scène : Stefano Mazzonis di Pralafera, avec Elaine Alvarez, Donata D'Annunzio Lombardi, Gianluca Terranova, Marcello Giordani, Nino Surguladze, Marianne Cornetti, Lionel Lhote, Luca Dall'Amico, Luciano Montanaro, Tineke Van Ingelgem, Maxime Melnik
- Anna Bolena de Gaetano Donizetti, direction musicale : Giampaolo Bisanti, mise en scène : Stefano Mazzonis di Pralafera, avec Olga Peretyatko, Elaine Alvarez, Sofia Soloviy, Celso Albelo, Marko Mimica, Francesca Ascioti, Luciano Montanaro, Maxime Melnik
- La Clemenza di Tito de Wolfgang Amadeus Mozart, direction musicale : Thomas Rösner, mise en scène : Cécile Roussat et Julien Lubek, avec Patrizia Ciofi, Anna Bonitatibus, Leonardo Cortellazzi, Veronica Cangemi, Cecilia Molinari, Markus Suihkonen
- I Puritani de Vincenzo Bellini, direction musicale : Speranza Scappucci, mise en scène : Vincent Boussard, avec Lawrence Brownlee, Zuzana Marková, Mario Cassi, Marco Spotti, Alexise Yerna, Zeno Popescu

### Saison 2019-2020
- Madama Butterfly de Giacomo Puccini, direction musicale : Speranza Scappucci, mise en scène : Stefano Mazzonis di Pralafera, avec Svetlana Aksenova, Yasko Sato, Alexey Dolgov, Dominick Chenes, Mario Cassi, Sabina Willeit, Saverio Fiore, Alexise Yerna, Luca Dall'Amico, Patrick Delcour
- Orphée et Eurydice de Christoph Willibald Gluck et Hector Berlioz, direction musicale : Guy Van Waas, mise en scène : Aurélien Bory, avec Varduhi Abrahamyan, Mélissa Petit, Julie Gebhart
- Les Pêcheurs de perles de Georges Bizet, direction musicale : Michel Plasson, mise en scène : Yoshi Oïda, avec Annick Massis, Cyrille Dubois, Pierre Doyen, Patrick Delcour
- Candide de Leonard Bernstein (version semi-scénique), direction musicale : Patrick Leterme, avec Thomas Blondelle, Sarah Defrise, Shadi Torbey, Pati Helen-Kent, Samuel Namotte, Lotte Verstaen, Leandro Lopez Garcia, Gabriele Bonfanti
- La Cenerentola de Gioachino Rossini, direction musicale : Speranza Scappucci, mise en scène : Cécile Roussat et Julien Lubek, avec Karine Deshayes, Levy Sekgapane, Enrico Marabelli, Bruno de Simone, Laurent Kubla, Sarah Defrise, Angélique Noldus
- Don Carlos de Giuseppe Verdi, direction musicale : Paolo Arrivabeni, mise en scène : Stefano Mazzonis di Pralafera, avec Gregory Kunde, Ildebrando D'Arcangelo, Yolanda Auyanet, Kate Aldrich, Lionel Lhote, Roberto Scandiuzzi, Patrick Bolleire, Caroline de Mahieu, Maxime Melnik, Louise Foor
- La Sonnambula de Vincenzo Bellini, direction musicale : Speranza Scappucci, mise en scène : Jaco van Dormael, avec Nino Machaidze, René Barbera, Marko Mimica, Shiri Hershkovitz, Kamil Ben Hsaïn Lachiri
- Alzira de Giuseppe Verdi, direction musicale : Gianluigi Gelmetti, mise en scène : Jean Pierre Gamarra, avec Hui He, Riccardo Massi, Giovanni Meoni, Luca Dall'Amico, Roger Joakim, Marie-Catherine Baclin, Zeno Popescu
- Lakmé de Léo Delibes, direction musicale : Patrick Davin, mise en scène : Davide Garattini Raimondi, avec Jodie Devos, Philippe Talbot, Lionel Lhote, Pierre Doyen, Alexise Yerna, Julie Mossay, Sarah Laulan, Caroline de Mahieu, Pierre Romainville
- Nabucco de Giuseppe Verdi, direction musicale : Massimo Zanetti, mise en scène : Stefano Mazzonis di Pralafera, avec Amartuvshin Enkhbat, Anna Pirozzi, Riccardo Zanellato, Mattia Denti, Rinat Shaham, Giulio Pelligra, Roger Joakim, Virginie Léonard, Maxime Melnik

## Anecdotes
- Le théâtre a accueilli en 2013 le tournage du film Une promesse de Patrice Leconte.